# RTDリーグ
RTDリーグ（正式名：藤田晋invitational RTDリーグ）は、RTD inc.のプロデュースのもと「AbemaTV」社の主催によって行われている麻雀のタイトル戦である。

## 概要
2014年末、プロ麻雀界屈指のビッグタイトル「麻雀最強戦」に初出場し最強位の称号を手にしたサイバーエージェント代表取締役社長・藤田晋が満を持して立ち上げた麻雀のinvitationalリーグ(招待選手競技会)で、「RTD inc.」のプロデュースのもと、2016年に「藤田晋invitational RTDマンスリーリーグ」として創設され、翌2017年から今のリーグ名として団体の垣根を超えた長期リーグ戦形式で開催されている。ちなみに「RTD」は、同社社長の張敏賢によれば「リーチツモドラ1」の略で、「1000／2000から始めましょう。それから満貫以上を目指しましょう」という意図がある。
出場者は16人で、優勝者は12月に行われる麻雀最強戦ファイナルの出場権を得る。
団体の垣根を超えて集められた強豪雀士のみで行われる長期のリーグ戦であり、全対局はAbemaTVの麻雀チャンネルにて放送されるため非常に注目度が高く、麻雀最強戦や2018年に創設されたプロリーグのMリーグと並んで麻雀界最高峰のタイトル戦と言われている。
2018年より降級システムが導入され、各ブロック最下位（8位）の雀士は自動降級となり次年度の出場権を失うほか、同7位の雀士は推薦者2名との入れ替え戦に回る。これによりいわゆる「目無し問題」の解消が図られた。
しかし、Mリーグが中心になったため同年をもってRTDリーグとしての役割を終える事となり、2019年4月28日から「RTDガールズファイト」形式でのトーナメント戦として「RTDトーナメント」の名称で期間が短縮される事となった。入れ替え戦に関してはトーナメントの出場者を決めるサバイバルマッチとして行われた。
2020年は新型コロナウイルスの流行により実施されなかった。2021年は、後にMリーガーとなる伊達朱里紗や菅原千瑛、中田花奈ら女性若手雀士によるRTDガールズトーナメントが行われた。

## 評価
前述の通り、本リーグは団体の垣根を超えて集められた強豪雀士のみで行われる長期のリーグ戦であり、麻雀最強戦と並び麻雀界最高峰のタイトル戦と言われており、RTDからの降級は「麻雀プロとしての死を意味する」とまで言っているプロ雀士もいる。
しかし、一般人も含め出場希望者全員に機会が与えられている麻雀最強戦とは異なり、その人選はあくまで主催者の藤田晋に委ねられており、RMUの松ヶ瀬隆弥など、各団体でトップのタイトルを獲得しているにもかかわらず出場の機会が与えられていない雀士も多い（日本プロ麻雀協会の金太賢については2019年サバイバルマッチでRTDデビューを果たした）。

## 現在の方式
2019シーズンよりトーナメント制に移行し、Mリーグルールの4回戦を行う（放送では1週につき2回戦が初回放送される）。

### サバイバルマッチ
下記4名で対局し、上位2名が勝ち上がり。
- RTDリーグ2018各DIVISIONの7位（2名）
- 新規参入者2名

### グループリーグ（予選）
下記16名を、4名ずつの4グループに分けて対局を行う。
- RTDリーグ2018各DIVISIONの6位以上（12名）
- 新規参入者2名
- サバイバルマッチ勝者2名

各グループ最下位のみ敗退となるが、3位以上も順位によって進出先が変わる。
- 1位...セミファイナルにジャンプアップ進出
- 2位...クォーターファイナルAに進出
- 3位...クォーターファイナルBに進出

### クォーターファイナル（準々決勝）
クォーターファイナルのみ2回戦で行われる。

#### クォーターファイナルA
グループ戦各2位通過の4名で対局し、上位3名がセミファイナル進出。

#### クォーターファイナルB
グループ戦各3位の4名で対局し、1位がセミファイナル進出。

### セミファイナル（準決勝）
下記計8名を2グループに分け対局し各グループ上位2名がファイナルに勝ち上がり。
- グループ戦各1位4名
- クォーターファイナルAの上位3名
- クォーターファイナルBの1位

### ファイナル（決勝）
セミファイナル勝者4名が1週につき2回戦、計6回戦で対局し総合1位が優勝となる。

## 過去の方式（リーグ制時代）
2016・2017・2018の3シーズンは、リーグ制で実施された。
麻雀最強戦と同じルールで行われていたが 麻雀最強戦で2018年から廃止となったあがりやめについては、RTDリーグでは当初から採用していなかった。

### 予選
参加者16名を「BLACK DIVISION」「WHITE DIVISION」の2組に分け対戦し、各組上位4名はセミファイナルに進出。
2017・2018シーズンは各DIVISION全54半荘(1選手27半荘)実施。
2016シーズンは各DIVISION全56半荘(1選手28半荘)実施。但し、各DIVISION全56半荘のうち半分の28半荘のみが放送され、残りの28半荘は裏対局という位置づけで結果のみ告知されるという形式であった。
2016・2017シーズンは主催の藤田晋自ら参戦、「WHITE」「BLACK」両方のディビジョンにエントリーした。両ディビジョンで予選通過（4位以上）となった場合、得点の高い方を半分にしてセミファイナルへの持ち越し。セミファイナルに欠員が生じるため、両ディビジョンの５・６位４名でプレーオフが行われる予定だった（2016はWHITEのみ通過、2017は両方予選落ちのため、プレーオフは実施されなかった）。

### セミファイナル
各予選上位4名計8名が、予選のポイントを半分持ち越した状態で戦い、上位4名がファイナル進出。
4日間で実施され、2017・2018シーズンは全20半荘(1選手10半荘)、2016シーズンは全16半荘(1選手8半荘)実施。

### 決勝
セミファイナル上位4名で、2日間で8半荘実施する。
尚、セミファイナルまでのポイントは引き継がれず、リセットされる。

## 現在の出場者

### 2019シーズン
RTDリーグ2018の各DIVISION最下位だった村上淳と和久津晶は不出場。朝倉ゆかりと藤崎智が初参戦。
また、各DIVISION7位だった平賀聡彦と多井隆晴は、金太賢と仲田加南とのサバイバルマッチ（入れ替え戦）に回り、上位2名が本戦出場権を得る（仲田・金が本戦進出）。
| 順位                                   | 選手情報                 | 選手情報                 | 選手情報                 | 選手情報                 | 選手情報                 | 成績（()内は半荘数）     | 成績（()内は半荘数）     | 成績（()内は半荘数）     | 成績（()内は半荘数）     | 成績（()内は半荘数）     | 成績（()内は半荘数）     | 成績（()内は半荘数）     | 成績（()内は半荘数）     | 成績（()内は半荘数）     | 成績（()内は半荘数）     | 備考                                 |
| 順位                                   | 選手情報                 | 選手情報                 | 選手情報                 | 選手情報                 | 選手情報                 | 決勝(6)                  | 決勝(6)                  | 準決勝(4)                | 準決勝(4)                | 準々決勝(2)              | 準々決勝(2)              | 予選(4)                  | 予選(4)                  | サバイバルマッチ(4)      | サバイバルマッチ(4)      | 備考                                 |
| 順位                                   | 名前                     | 生年月日                 | プロ麻雀団体 所属団体    | Mリーグ 所属チーム       | 前年成績                 | 順位                     | スコア                   | 順位                     | スコア                   | 順位                     | スコア                   | 順位                     | スコア                   | 順位                     | スコア                   | 備考                                 |
| ファイナル（決勝）進出者               | ファイナル（決勝）進出者 | ファイナル（決勝）進出者 | ファイナル（決勝）進出者 | ファイナル（決勝）進出者 | ファイナル（決勝）進出者 | ファイナル（決勝）進出者 | ファイナル（決勝）進出者 | ファイナル（決勝）進出者 | ファイナル（決勝）進出者 | ファイナル（決勝）進出者 | ファイナル（決勝）進出者 | ファイナル（決勝）進出者 | ファイナル（決勝）進出者 | ファイナル（決勝）進出者 | ファイナル（決勝）進出者 | ファイナル（決勝）進出者             |
| -------------------------------------- | ------------------------ | ------------------------ | ------------------------ | ------------------------ | ------------------------ | ------------------------ | ------------------------ | ------------------------ | ------------------------ | ------------------------ | ------------------------ | ------------------------ | ------------------------ | ------------------------ | ------------------------ | ------------------------------------ |
| 優勝                                   | 佐々木寿人               | 1977年1月12日（48歳）    | 日本プロ麻雀連盟         | KONAMI麻雀格闘倶楽部     | 7位                      | 優勝                     | 179.9                    | A2位                     | 65.7                     | -                        | -                        | C1位                     | 104.4                    | -                        | -                        | 2016･2017決勝進出                    |
| 準優勝                                 | 藤崎智                   | 1968年1月25日（57歳）    | 日本プロ麻雀連盟         | KONAMI麻雀格闘倶楽部     | 初参戦                   | 準優勝                   | -17.2                    | B2位                     | 18.6                     | A2位                     | 38.5                     | C2位                     | 43.8                     | -                        | -                        |                                      |
| 3位                                    | 勝又健志                 | 1981年3月15日（44歳）    | 日本プロ麻雀連盟         | EX風林火山               | 6位                      | 3位                      | -51.6                    | A1位                     | 106.4                    | A1位                     | 40.8                     | B2位                     | 105.0                    | -                        | -                        |                                      |
| 4位                                    | 内川幸太郎               | 1981年5月6日（43歳）     | 日本プロ麻雀連盟         | KADOKAWAサクラナイツ     | 準優勝                   | 4位                      | -101.1                   | B1位                     | 107.7                    | -                        | -                        | B1位                     | 120.7                    | -                        | -                        | 2018準優勝者                         |
| セミファイナル（準決勝）敗退者         |                          |                          |                          |                          |                          |                          |                          |                          |                          |                          |                          |                          |                          |                          |                          |                                      |
| 5位                                    | 石橋伸洋                 | 1980年9月29日（44歳）    | 最高位戦日本プロ麻雀協会 | U-NEXTパイレーツ         | 11位(予選6位)            | -                        | -                        | B3位                     | 11.8                     | -                        | -                        | D1位                     | 150.4                    | -                        | -                        |                                      |
| 5位                                    | 朝倉ゆかり               | 1983年7月11日（41歳）    | 日本プロ麻雀協会         | -                        | 初参戦                   | -                        | -                        | A3位                     | -66.9                    | B1位                     | 26.9                     | A3位                     | -126.2                   | -                        | -                        | 女流プロでは唯一グループ戦からの出場 |
| 7位                                    | 猿川真寿                 | 1979年4月18日（46歳）    | 日本プロ麻雀連盟         | -                        | 8位                      | -                        | -                        | A4位                     | -105.2                   | A3位                     | 13.1                     | A2位                     | 108.7                    | -                        | -                        |                                      |
| 7位                                    | 鈴木達也                 | 1977年8月22日（47歳）    | 日本プロ麻雀協会         | -                        | 9位(予選5位)             | -                        | -                        | B4位                     | -138.1                   | -                        | -                        | A1位                     | 170.9                    | -                        | -                        |                                      |
| クォーターファイナル（準々決勝）敗退者 |                          |                          |                          |                          |                          |                          |                          |                          |                          |                          |                          |                          |                          |                          |                          |                                      |
| 9位                                    | 瀬戸熊直樹               | 1970年8月27日（54歳）    | 日本プロ麻雀連盟         | TEAM雷電                 | 3位                      | -                        | -                        | -                        | -                        | A4位                     | -92.4                    | D2位                     | 38.8                     | -                        | -                        | 2016･2018決勝進出                    |
| 9位                                    | 金太賢                   | 1983年1月27日（42歳）    | 日本プロ麻雀協会         | -                        | 初参戦                   | -                        | -                        | -                        | -                        | B2位                     | 20.9                     | B3位                     | -24.8                    | 2位                      | 14.7                     |                                      |
| 11位                                   | 松本吉弘                 | 1992年5月3日（32歳）     | 日本プロ麻雀協会         | 渋谷ABEMAS               | 11位(予選6位)            | -                        | -                        | -                        | -                        | B3位                     | -0.6                     | C3位                     | 12.2                     | -                        | -                        |                                      |
| 12位                                   | 白鳥翔                   | 1986年8月27日（38歳）    | 日本プロ麻雀連盟         | 渋谷ABEMAS               | 5位                      | -                        | -                        | -                        | -                        | B4位                     | -47.2                    | D3位                     | -65.1                    | -                        | -                        | 2017準優勝者                         |
| グループリーグ（予選）敗退者           |                          |                          |                          |                          |                          |                          |                          |                          |                          |                          |                          |                          |                          |                          |                          |                                      |
| 13位                                   | 仲田加南                 | 1975年9月13日（49歳）    | 日本プロ麻雀連盟         | -                        | 初参戦                   | -                        | -                        | -                        | -                        | -                        | -                        | D4位                     | -124.1                   | 1位                      | 148.6                    | 女流プロ                             |
| 13位                                   | 小林剛                   | 1976年2月12日（49歳）    | 麻将連合                 | U-NEXTパイレーツ         | 優勝                     | -                        | -                        | -                        | -                        | -                        | -                        | A4位                     | -153.4                   | -                        | -                        | 2018優勝者                           |
| 13位                                   | 鈴木たろう               | 1973年10月4日（51歳）    | 日本プロ麻雀協会         | 赤坂ドリブンズ           | 4位                      | -                        | -                        | -                        | -                        | -                        | -                        | C4位                     | -160.4                   | -                        | -                        | 2018決勝進出                         |
| 13位                                   | 萩原聖人                 | 1971年8月21日（53歳）    | 日本プロ麻雀連盟         | TEAM雷電                 | 9位(予選5位)             | -                        | -                        | -                        | -                        | -                        | -                        | B4位                     | -200.9                   | -                        | -                        | 芸歴30年越えのベテラン俳優           |
| サバイバルマッチ敗退者                 |                          |                          |                          |                          |                          |                          |                          |                          |                          |                          |                          |                          |                          |                          |                          |                                      |
| -                                      | 平賀聡彦▼                | 1973年12月12日（51歳）   | 最高位戦日本プロ麻雀協会 | -                        | 13位(予選7位)            | -                        | -                        | -                        | -                        | -                        | -                        | -                        | -                        | 3位                      | -4.3                     | 2017優勝者                           |
| -                                      | 多井隆晴▼                | 1972年3月17日（53歳）    | RMU                      | 渋谷ABEMAS               | 13位(予選7位)            | -                        | -                        | -                        | -                        | -                        | -                        | -                        | -                        | 4位                      | -159.0                   | 2016優勝者                           |

グループリーグD卓1回戦にて、石橋伸洋が役満（小四喜）成就。

## 結果

### 2016シーズン
| RTDリーグ 2016 出場者・結果 | RTDリーグ 2016 出場者・結果 | RTDリーグ 2016 出場者・結果 | RTDリーグ 2016 出場者・結果        | RTDリーグ 2016 出場者・結果 | RTDリーグ 2016 出場者・結果 | RTDリーグ 2016 出場者・結果 | RTDリーグ 2016 出場者・結果 | RTDリーグ 2016 出場者・結果 | RTDリーグ 2016 出場者・結果 |
| 順位                        | 選手情報                    | 選手情報                    | 選手情報                           | 成績                        | 成績                        | 成績                        | 成績                        | 成績                        | 成績                        |
| 順位                        | 選手情報                    | 選手情報                    | 選手情報                           | 決勝（8半荘）               | 決勝（8半荘）               | 準決勝（16半荘）            | 準決勝（16半荘）            | 予選（各組28半荘）          | 予選（各組28半荘）          |
| 順位                        | 名前                        | 生年月日                    | 所属団体                           | 順位                        | スコア                      | 順位                        | スコア                      | 順位                        | スコア                      |
| 決勝進出者                  | 決勝進出者                  | 決勝進出者                  | 決勝進出者                         | 決勝進出者                  | 決勝進出者                  | 決勝進出者                  | 決勝進出者                  | 決勝進出者                  | 決勝進出者                  |
| --------------------------- | --------------------------- | --------------------------- | ---------------------------------- | --------------------------- | --------------------------- | --------------------------- | --------------------------- | --------------------------- | --------------------------- |
| 優勝                        | 多井隆晴                    | 1972年3月17日（53歳）       | RMU                                | 1位                         | 336.4                       | 2位                         | 106.2                       | 黒2位                       | 205.4                       |
| 準優勝                      | 藤田晋                      | 1973年5月16日（51歳）       | サイバーエージェント代表取締役社長 | 2位                         | 92.9                        | 3位                         | 85.8                        | 黒1位 白5位                 | 260.7 -130.8                |
| 3位                         | 瀬戸熊直樹                  | 1970年8月27日（54歳）       | 日本プロ麻雀連盟                   | 3位                         | -97.3                       | 1位                         | 424.3                       | 白1位                       | 576.4                       |
| 4位                         | 佐々木寿人                  | 1977年1月12日（48歳）       | 日本プロ麻雀連盟                   | 4位                         | -332.0                      | 4位                         | 79.9                        | 白2位                       | 185.6                       |
| 準決勝進出者                |                             |                             |                                    |                             |                             |                             |                             |                             |                             |
| 5位                         | 村上淳                      | 1975年4月10日（50歳）       | 最高位戦日本プロ麻雀協会           | -                           | -                           | 5位                         | 71.4                        | 黒3位                       | 86.6                        |
| 6位                         | 白鳥翔                      | 1986年8月27日（38歳）       | 日本プロ麻雀連盟                   | -                           | -                           | 6位                         | 30.8                        | 黒4位                       | 69.6                        |
| 7位                         | 小林剛                      | 1976年2月12日（49歳）       | 麻将連合                           | -                           | -                           | 7位                         | 5.4                         | 白4位                       | -6.8                        |
| 8位                         | 鈴木達也                    | 1977年8月22日（47歳）       | 日本プロ麻雀協会                   | -                           | -                           | 8位                         | -32.0                       | 白3位                       | 166.0                       |
| 予選敗退者                  |                             |                             |                                    |                             |                             |                             |                             |                             |                             |
| WHITE DIVISION              |                             |                             |                                    |                             |                             |                             |                             |                             |                             |
| 10位(予選6位)               | 山田浩之                    | 1976年5月1日（48歳）        | 日本プロ麻雀連盟                   | -                           | -                           | -                           | -                           | 6位                         | -168.4                      |
| 12位(予選7位)               | 井出康平                    | 1983年5月17日（41歳）       | 日本プロ麻雀連盟                   | -                           | -                           | -                           | -                           | 7位                         | -301.4                      |
| 14位(予選8位)               | 石橋伸洋                    | 1980年9月29日（44歳）       | 最高位戦日本プロ麻雀協会           | -                           | -                           | -                           | -                           | 8位                         | -320.6                      |
| BLACK DIVISION              |                             |                             |                                    |                             |                             |                             |                             |                             |                             |
| 9位(予選5位)                | 鈴木たろう                  | 1973年10月4日（51歳）       | 日本プロ麻雀協会                   | -                           | -                           | -                           | -                           | 5位                         | -40.2                       |
| 10位(予選6位)               | 柴田吉和                    | 1978年1月13日（47歳）       | 日本プロ麻雀連盟                   | -                           | -                           | -                           | -                           | 6位                         | -45.5                       |
| 12位(予選7位)               | 勝又健志                    | 1981年3月15日（44歳）       | 日本プロ麻雀連盟                   | -                           | -                           | -                           | -                           | 7位                         | -123.1                      |
| 14位(予選8位)               | 滝沢和典                    | 1979年12月6日（45歳）       | 日本プロ麻雀連盟                   | -                           | -                           | -                           | -                           | 8位                         | -413.5                      |

### 2017シーズン
前年出場の柴田吉和（前年黒組6位）、山田浩之（前年白組6位）、井出康平（前年白組7位）は不出場。平賀聡彦、猿川真寿、内川幸太郎が初参戦した。
| RTDリーグ 2017 出場者・結果 | RTDリーグ 2017 出場者・結果 | RTDリーグ 2017 出場者・結果 | RTDリーグ 2017 出場者・結果        | RTDリーグ 2017 出場者・結果 | RTDリーグ 2017 出場者・結果 | RTDリーグ 2017 出場者・結果 | RTDリーグ 2017 出場者・結果 | RTDリーグ 2017 出場者・結果 | RTDリーグ 2017 出場者・結果 | RTDリーグ 2017 出場者・結果 |
| 順位                        | 選手情報                    | 選手情報                    | 選手情報                           | 選手情報                    | 成績                        | 成績                        | 成績                        | 成績                        | 成績                        | 成績                        |
| 順位                        | 選手情報                    | 選手情報                    | 選手情報                           | 選手情報                    | 決勝（8半荘）               | 決勝（8半荘）               | 準決勝（20半荘）            | 準決勝（20半荘）            | 予選（各組54半荘）          | 予選（各組54半荘）          |
| 順位                        | 名前                        | 生年月日                    | 所属団体                           | 前年成績                    | 順位                        | スコア                      | 順位                        | スコア                      | 順位                        | スコア                      |
| 決勝進出者                  | 決勝進出者                  | 決勝進出者                  | 決勝進出者                         | 決勝進出者                  | 決勝進出者                  | 決勝進出者                  | 決勝進出者                  | 決勝進出者                  | 決勝進出者                  | 決勝進出者                  |
| --------------------------- | --------------------------- | --------------------------- | ---------------------------------- | --------------------------- | --------------------------- | --------------------------- | --------------------------- | --------------------------- | --------------------------- | --------------------------- |
| 優勝                        | 平賀聡彦                    | 1973年12月12日（51歳）      | 最高位戦日本プロ麻雀協会           | 初参戦                      | 1位                         | 76.9                        | 2位                         | 245.2                       | 黒3位                       | 130.5                       |
| 準優勝                      | 白鳥翔                      | 1986年8月27日（38歳）       | 日本プロ麻雀連盟                   | 6位                         | 2位                         | -14.4                       | 3位                         | 228.2                       | 黒2位                       | 198.2                       |
| 3位                         | 佐々木寿人                  | 1977年1月12日（48歳）       | 日本プロ麻雀連盟                   | 4位                         | 3位                         | -27.3                       | 1位                         | 245.2                       | 黒1位                       | 502.3                       |
| 4位                         | 小林剛                      | 1976年2月12日（49歳）       | 麻将連合                           | 7位                         | 4位                         | -35.2                       | 4位                         | 215.2                       | 白1位                       | 262.4                       |
| 準決勝進出者                |                             |                             |                                    |                             |                             |                             |                             |                             |                             |                             |
| 5位                         | 勝又健志                    | 1981年3月15日（44歳）       | 日本プロ麻雀連盟                   | 12位(予選7位)               | -                           | -                           | 5位                         | 120.6                       | 白4位                       | 21.4                        |
| 6位                         | 村上淳                      | 1975年4月10日（50歳）       | 最高位戦日本プロ麻雀協会           | 5位                         | -                           | -                           | 6位                         | 27.5                        | 白2位                       | 144.4                       |
| 7位                         | 猿川真寿                    | 1979年4月18日（46歳）       | 日本プロ麻雀連盟                   | 初参戦                      | -                           | -                           | 7位                         | -62.1                       | 黒4位                       | 124.6                       |
| 8位                         | 鈴木たろう                  | 1973年10月4日（51歳）       | 日本プロ麻雀協会                   | 9位(予選5位)                | -                           | -                           | 8位                         | -277.4                      | 白3位                       | 67.4                        |
| 予選敗退者                  |                             |                             |                                    |                             |                             |                             |                             |                             |                             |                             |
| WHITE DIVISION              |                             |                             |                                    |                             |                             |                             |                             |                             |                             |                             |
| 9位(予選5位)                | 瀬戸熊直樹                  | 1970年8月27日（54歳）       | 日本プロ麻雀連盟                   | 3位                         | -                           | -                           | -                           | -                           | 5位                         | 2.1                         |
| 11位(予選6位)               | 藤田晋                      | 1973年5月16日（51歳）       | サイバーエージェント代表取締役社長 | 準優勝                      | -                           | -                           | -                           | -                           | 6位                         | -13.2                       |
| 12位(予選7位)               | 石橋伸洋                    | 1980年9月29日（44歳）       | 最高位戦日本プロ麻雀協会           | 14位(予選8位)               | -                           | -                           | -                           | -                           | 7位                         | -163.4                      |
| 14位(予選8位)               | 内川幸太郎                  | 1981年5月6日（43歳）        | 日本プロ麻雀連盟                   | 初参戦                      | -                           | -                           | -                           | -                           | 8位                         | -321.1                      |
| BLACK DIVISION              |                             |                             |                                    |                             |                             |                             |                             |                             |                             |                             |
| 9位(予選5位)                | 多井隆晴                    | 1972年3月17日（53歳）       | RMU                                | 優勝                        | -                           | -                           | -                           | -                           | 5位                         | 10.1                        |
| 11位(予選6位)               | 藤田晋                      | 1973年5月16日（51歳）       | サイバーエージェント代表取締役社長 | 準優勝                      | -                           | -                           | -                           | -                           | 6位                         | -184.6                      |
| 12位(予選7位)               | 鈴木達也                    | 1977年8月22日（47歳）       | 日本プロ麻雀協会                   | 8位                         | -                           | -                           | -                           | -                           | 7位                         | -307.7                      |
| 14位(予選8位)               | 滝沢和典                    | 1979年12月6日（45歳）       | 日本プロ麻雀連盟                   | 14位(予選8位)               | -                           | -                           | -                           | -                           | 8位                         | -473.4                      |

### 2018シーズン
前年出場の藤田晋（初年準優勝、前年予選6位）、滝沢和典（2年連続予選8位）は不出場。萩原聖人、松本吉弘、和久津晶が初参戦した。
2017シーズンまでは、前年出場者が連続して出場するか明確な基準はなかったが、今期より自動降格（予選各組8位）・入れ替え戦（予選各組7位）を導入。
| RTDリーグ 2018 出場者・結果 | RTDリーグ 2018 出場者・結果 | RTDリーグ 2018 出場者・結果 | RTDリーグ 2018 出場者・結果                               | RTDリーグ 2018 出場者・結果 | RTDリーグ 2018 出場者・結果 | RTDリーグ 2018 出場者・結果 | RTDリーグ 2018 出場者・結果 | RTDリーグ 2018 出場者・結果 | RTDリーグ 2018 出場者・結果 | RTDリーグ 2018 出場者・結果 | RTDリーグ 2018 出場者・結果 |
| 順位                        | 選手情報                    | 選手情報                    | 選手情報                                                  | 選手情報                    | 成績                        | 成績                        | 成績                        | 成績                        | 成績                        | 成績                        | 備考                        |
| 順位                        | 選手情報                    | 選手情報                    | 選手情報                                                  | 選手情報                    | 決勝（8半荘）               | 決勝（8半荘）               | 準決勝（20半荘）            | 準決勝（20半荘）            | 予選（各組54半荘）          | 予選（各組54半荘）          | 備考                        |
| 順位                        | 名前                        | 生年月日                    | 所属団体                                                  | 前年成績                    | 順位                        | スコア                      | 順位                        | スコア                      | 順位                        | スコア                      | 備考                        |
| 決勝進出者                  | 決勝進出者                  | 決勝進出者                  | 決勝進出者                                                | 決勝進出者                  | 決勝進出者                  | 決勝進出者                  | 決勝進出者                  | 決勝進出者                  | 決勝進出者                  | 決勝進出者                  | 決勝進出者                  |
| --------------------------- | --------------------------- | --------------------------- | --------------------------------------------------------- | --------------------------- | --------------------------- | --------------------------- | --------------------------- | --------------------------- | --------------------------- | --------------------------- | --------------------------- |
| 優勝                        | 小林剛                      | 1976年2月12日（49歳）       | 麻将連合                                                  | 4位                         | 1位                         | 49.8                        | 2位                         | 306.5                       | 黒1位                       | +630.3                      | 2017決勝進出                |
| 準優勝                      | 内川幸太郎                  | 1981年5月6日（43歳）        | 日本プロ麻雀連盟                                          | 14位(予選8位)               | 2位                         | 42.9                        | 3位                         | 257.3                       | 黒4位                       | +54.1                       |                             |
| 3位                         | 瀬戸熊直樹                  | 1970年8月27日（54歳）       | 日本プロ麻雀連盟                                          | 9位(予選5位)                | 3位                         | -46.0                       | 4位                         | 170.5                       | 黒2位                       | +218.3                      | 2016決勝進出                |
| 4位                         | 鈴木たろう                  | 1973年10月4日（51歳）       | 日本プロ麻雀協会                                          | 8位                         | 4位                         | -46.7                       | 1位                         | 327.9                       | 白1位                       | +520.1                      |                             |
| 準決勝進出者                |                             |                             |                                                           |                             |                             |                             |                             |                             |                             |                             |                             |
| 5位                         | 白鳥翔                      | 1986年8月27日（38歳）       | 日本プロ麻雀連盟                                          | 準優勝                      | -                           | -                           | 5位                         | 53.5                        | 黒3位                       | 161.7                       | 2017準優勝者                |
| 6位                         | 勝又健志                    | 1981年3月15日（44歳）       | 日本プロ麻雀連盟                                          | 5位                         | -                           | -                           | 6位                         | 46.8                        | 白2位                       | 307.4                       |                             |
| 7位                         | 佐々木寿人                  | 1977年1月12日（48歳）       | 日本プロ麻雀連盟                                          | 3位                         | -                           | -                           | 7位                         | 0.6                         | 白3位                       | 200.5                       | 2016･2017決勝進出           |
| 8位                         | 猿川真寿                    | 1979年4月18日（46歳）       | 日本プロ麻雀連盟                                          | 7位                         | -                           | -                           | 8位                         | -186.4                      | 白4位                       | -139.6                      |                             |
| 予選敗退者                  |                             |                             |                                                           |                             |                             |                             |                             |                             |                             |                             |                             |
| WHITE DIVISION              |                             |                             |                                                           |                             |                             |                             |                             |                             |                             |                             |                             |
| 9位(予選5位)                | 鈴木達也                    | 1977年8月22日（47歳）       | 日本プロ麻雀協会                                          | 12位(予選7位)               | -                           | -                           | -                           | -                           | 5位                         | -165.6                      |                             |
| 11位(予選6位)               | 石橋伸洋                    | 1980年9月29日（44歳）       | 最高位戦日本プロ麻雀協会                                  | 12位(予選7位)               | -                           | -                           | -                           | -                           | 6位                         | -217.0                      |                             |
| 13位(予選7位)               | 平賀聡彦▽                   | 1973年12月12日（51歳）      | 最高位戦日本プロ麻雀協会                                  | 優勝                        | -                           | -                           | -                           | -                           | 7位                         | -239.0                      | 2017優勝者                  |
| 15位(予選8位)               | 和久津晶▼                   | 1978年2月17日（47歳）       | 日本プロ麻雀連盟                                          | 初参戦                      | -                           | -                           | -                           | -                           | 8位                         | -266.8                      | 初の女性出場者              |
| BLACK DIVISION              |                             |                             |                                                           |                             |                             |                             |                             |                             |                             |                             |                             |
| 9位(予選5位)                | 萩原聖人                    | 1971年8月21日（53歳）       | 日本プロ麻雀連盟 （俳優としてアルファエージェンシー所属） | 初参戦                      | -                           | -                           | -                           | -                           | 5位                         | -31.5                       | 芸歴30年越えのベテラン俳優  |
| 11位(予選6位)               | 松本吉弘                    | 1992年5月3日（32歳）        | 日本プロ麻雀協会                                          | 初参戦                      | -                           | -                           | -                           | -                           | 6位                         | -216.2                      | 歴代最年少                  |
| 13位(予選7位)               | 多井隆晴▽                   | 1972年3月17日（53歳）       | RMU                                                       | 9位(予選5位)                | -                           | -                           | -                           | -                           | 7位                         | -289.0                      | 2016優勝者                  |
| 15位(予選8位)               | 村上淳▼                     | 1975年4月10日（50歳）       | 最高位戦日本プロ麻雀協会                                  | 6位                         | -                           | -                           | -                           | -                           | 8位                         | -527.7                      |                             |

## 基本ルール
Mリーグと同じルールで行われている。ただし、審判制度はないため一部の悪質な行為を犯した場合にカードが出る事はない。
RTDリーグ時代は麻雀最強戦と同じルールで行われていたが 麻雀最強戦で2018年から廃止となったあがりやめについては、RTDリーグでは当初から採用していなかった。
- 東南戦半荘戦。
- 喰いタン、後ヅケあり。
- 25,000点持ちの30,000点返し（2位、3位、4位は終了後、持ち点をそのまま申告、トップ者に持ち点+20,000点が加点される。また、順位ウマとして、トップに+30,000点、2位に+10,000点、3位に-10,000点、4位に-30,000点が加算される）
- 同得点の場合、順位点は分ける
- サイコロは、親決めのみ2度振り。
- 仮親の決定は慣習通り。スタジオ収録時は、場所決めはあらかじめ仮東の席を決めた上で、つかみ取りで行う。
- 常に1翻しばり（場にゾロ2つ）
- 王牌は14枚残し。
- 表ドラの他に、裏ドラ、カンドラ、カン裏ドラもあり（ドラは全て表示牌の次牌とする）。
- 一発役あり。1翻増しとなる（他家にチー、ポン、カンがあると消える）。
- 途中流局なし（九種九牌、四風連打、4人リーチ等）。
- オーラスの親のアガリ止めなし。テンパイ止めなし。
- ハコ割れ終了なし。
- ダブロン、トリプルロンなし。頭ハネ制度（明らかに遅いロンがあった場合は発声が早い方をアガリとする）。
- 2翻しばりなし。
- チー、ポン、カン、ロン、ツモ、リーチは必ず発声して行う。
- ポン、カンはチーに、ロンは全てに優先するが、著しく発声が遅れた場合は発声が早い方を優先する。
- アガリ点はアガった者が申告し、他3名の確認を得ること。
- 規定によりアガリ放棄になった者は、それ以後のチー、ポン、カン、ロンの行為は出来ない。
- フリテンはツモ以外のアガリは出来ない。
- リーチをかけていない状態でアガリ牌を見逃した場合、自分のツモ・捨て行為を行うまではフリテンとなる。
- ノーテン罰符は場3,000点。形式テンパイで良い（空テン、フリテンも可。但し、自分でポンした牌のタンキ待ち等、自分の手牌でアガリ牌を使い切っている場合はテンパイではない）。
- 本場は1本につき300点。
- 流局時、親がノーテン、または子のアガリがあれば、次局へ移る（オーラスの場合は終局）。
- テンパイ形の公開は荘家→散家の順に行う。
- 連荘は親のアガリ、流局時テンパイにより成立。
- 自分の牌に関する見せ牌規定はない。但し、故意に見せた場合など悪質なものについては競技委員の判断により厳罰の対象となる場合がある。